# Mučinga
Mučinga je pohoří v Zambii. Táhne se od severovýchodu k jihozápadu v délce zhruba 500 km. V jižní polovině tvoří jeho jihovýchodní svahy výrazný eskarpment.
Pohořím prochází kontinentální rozvodí – vody ze severozápadní části jsou odváděny řekou Chambeshi do přítoku Konga a do Atlantiku, kdežto vody z jihovýchodní části jsou odváděny řekou Luangwa do Zambezi a do Indického oceánu.